# Warrawoona Group
Die im Zeitraum 3525 bis 3426 Millionen Jahre BP abgelagerte Warrawoona Group ist ein geologischer Schichtenverband des Paläoarchaikums (Isuum und Beginn des Vaalbarums), der im Bereich des Pilbara-Kratons im nördlichen Westaustralien ansteht. In ihm wurden die vermeintlich ältesten Cyanobakterien des Fossilberichts entdeckt, die mit 3465 Millionen Jahren BP datiert werden.

## Einführung

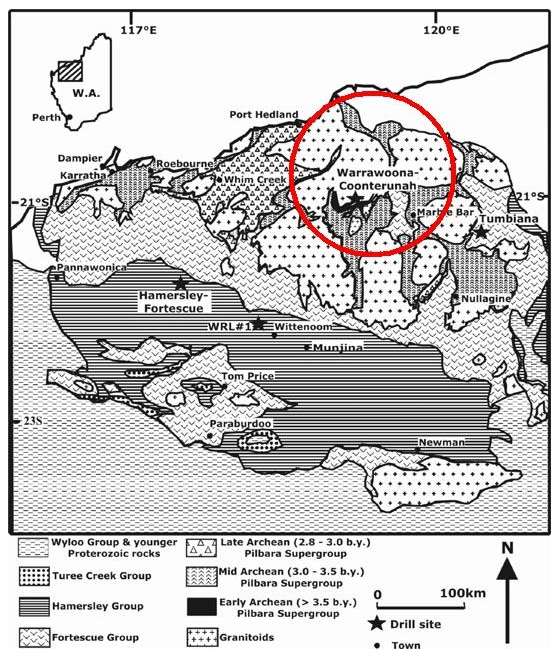
Geologie des Pilbara-Kratons. Rot eingekreist das Verbreitungsgebiet der Warrawoona Group

Das 3530 bis 3165 Millionen Jahre alte East Pilbara Terrane (auch East Pilbara Granite Greenstone Terrane) repräsentiert den alten Nukleus des archaischen Pilbara-Kratons. Der bis zu 3720 Millionen Jahre alte Kraton, dessen Maximalalter durch ererbte Zirkone eines sauren Magmatismus belegbar ist und der von 3720 bis 2830 Millionen Jahre BP existierte (sodann ab 2780 Millionen Jahre BP dann von Sedimenten des Hammersley-Beckens überdeckt wurde), wuchs durch drei Manteldiapirereignisse (Vertikaltektonik), die sich in den Zeiträumen 3530 bis 3430, 3350 bis 3290 und 3270 bis 3240 Millionen Jahre BP ereignet hatten.
Als Resultat des Manteldiapirismus hat sich über dem eingeebneten Grundgebirge die suprakrustale, vulkanosedimentäre Pilbara Supergroup im Zeitraum von 3530 bis 3000 Millionen Jahren BP abgelegt – eine etwa 20.000 Meter mächtige, vorwiegend basaltische Abfolge, die in vier, durch Diskordanzen voneinander abgetrennte Zyklen unterteilt werden kann. Bereits um 3200 Millionen Jahre BP war durch Aufschmelzvorgänge des Mantels und die damit einhergehende Erzeugung von TTG-Magmen in der Unterkruste ein auftreibender, nicht subduzierbarer Kontinent herangewachsen.
Die Basis der Pilbara Supergroup wird von der etwa 12.000 Meter mächtigen „Warrawoona Group“ gebildet, die im Zeitraum 3525 bis 3426 Millionen Jahre BP entstand. Sie setzt sich im Wesentlichen aus Magnesium-reichen, tholeiitischen und komatiitischen Kissenlaven sowie peridotitischen Komatiiten zusammen, untergeordnet enthält sie auch Tuffe, Chertlagen, Bändererze und klastische Sedimente. Die Gesteine wurden im Verlauf mehrerer ultramafischer, mafischer und saurer Vulkanzyklen gefördert.
Die Pilbara Supergroup stellt die älteste, gut erhaltene, autochthone Basaltfolge der Erde dar, welche nur mäßig verformt und metamorphosiert wurde. Die Ablagerungen erfolgten überwiegend submarin, Ausnahmen bilden die Dresser-Formation, die flachmarin oder aerisch sedimentiert wurde (erkennbar an Rippeln und Trockenrissen), sowie die flachmarine Panorama-Formation.

## Stratigraphie
Die Warrawoona Group lässt sich stratigraphisch wie folgt gliedern (vom Hangenden zum Liegenden):
- Salgash Subgroup
  - Panorama-Formation
  - Apex-Basalt
  - Towers-Formation
  - Marble-Bar-Chert
- Coongan Subgroup
  - Duffer-Formation
  - Mount-Ada-Basalt
- Talga Talga Subgroup
  - McPhee-Formation/Dresser-Formation
  - North-Star-Basalt
- Coonterunah Subgroup
  - Double-Bar-Formation
  - Coucal-Formation
  - Table-Top-Formation

Die „Coonterunah Subgroup“, die nur im Pilgangoora-Grünsteingürtel aufgeschlossen ist, beginnt mit der bis zu 2500 Meter mächtigen „Table-Top-Formation“ – vorwiegend tholeiitischen Basalte, die sich diskordant über foliierte Granite des Grundgebirges legen. Darüber lagern die sich mit den Basalten teils verzahnenden, sauren Vulkanite (Dazite) der „Coucal-Formation“ und ein Cherthorizont. Es folgt eine zweite Basaltlage („Double-Bar-Formation“), die von sauren Vulkaniten abgeschlossen wird. Altersdatierungen ergaben für die sauren Vulkanite der Coucal-Formation 3515 Millionen Jahre BP und für die Basis der Double-Bar-Formation 3508 Millionen Jahre BP. Die abschließenden sauren Vulkanite erbrachten 3496 Millionen Jahre BP.
Der „North-Star-Basalt“ der „Talga Talga Subgroup“ besteht aus einer Basaltlage, an deren Basis ultramafische Laven auftreten und die von einer dünnen Lage saurer Vulkanite abgedeckt wird. Der Basalt wurde mit rund 3490 Millionen Jahre BP datiert, die abschließenden Vulkanite mit 3480 bis 3477 Millionen Jahre BP. Die „McPhee-Formation/Dresser-Formation“ beginnt mit einer Chertlage, über die sich diskordant ultramafische Laven ergossen.
Es folgt die „Coongan Subgroup“ mit dem „Mount-Ada-Basalt“, dem ein Alter von 3474 bis 3463 Millionen Jahre BP zugewiesen wird. Im Hangenden des Basalts verzahnen sich die sauren Vulkanite (Dazite) der „Duffer-Formation“.
Die die Warrawoona Group abschließende „Salgash Subgroup“ setzt mit einer Lage von Chert („Marble-Bar-Chert“) und ultramafischen Laven der „Towers-Formation“ ein. Darüber legen sich der „Apex-Basalt“ und die sauren Vulkanite der „Panorama-Formation“. Zum Hangenden fiel die Abfolge dann der Erosion anheim. Die sauren Vulkanite (Dazite, Andesite bis Rhyolithe) der Panorama-Formation erbrachten ein Alter von 3458 bis 3426 Millionen Jahre BP.
Die Warrawoona Group wird diskordant von der Kelly Group überdeckt, die erst nach einem Hiatus von rund 75 Millionen Jahren gegen 3350 Millionen Jahre BP mit der Strelley-Pool-Formation und ultramafischen Laven des Euro-Basalt einsetzt. Über einer Winkeldiskordanz lagerten sich erstmals vulkaniklastische Gerölllagen (Agglomerate) und Sandsteine ab, die von einer Chert- und Jaspislage der Strelley-Pool-Formation versiegelt wurden.
In älteren Arbeiten wird die Coonterunah Subgroup nicht zur Warrawoona Group gerechnet, vielmehr beginnt hier die Gruppe mit der Talga Talga Subgroup. Die abschließende Salgash Subgroup reicht dann noch in die Kelly Group hinein und endet um 3325 Millionen Jahre BP mit dem Euro-Basalt. Demzufolge umfasst die derart definierte Warrawoona Group den Zeitraum 3490 bis zirka 3325 Millionen Jahre BP.

## Fossilfunde
Im Jahr 1983 wurden bei Warrawoona von Arthur Hugh Hickman rund 3465 Millionen Jahre alte Mikrostrukturen im Apex-Chert entdeckt. Dieser Fund wurde von James William Schopf 1993 als Cyanobakterien interpretiert. Diese wären somit die ältesten Fossilien im Fossilbericht. Jedoch folgen nicht alle Experten dieser Sichtweise, da auch eine abiologische Entstehungsweise der Strukturen möglich ist. So sehen Martin Brasier und Kollegen (2004) die Strukturen als chemisch-hydrothermale Bildungen an. Eine endgültige Entscheidung in der so genannten Schopf-Brasier-Debatte steht nach wie vor aus.
Aus den basalen Sandsteinen der unterhalb des Euro-Basalt eingeschalteten, nur unwesentlich jüngeren, aber bereits zur Kelly Group gehörenden Strelley-Pool-Formation (3426 bis 3350 Millionen Jahre BP) melden Wacey, Saunders, Brasier und Kilburn neuerdings den Fund von laminierten, kohlenstoffreichen Mikrobenfilmen auf Pyritkörnern. Dies ist somit der erstmalige Nachweis von mikrobiellen Oxidationsreaktionen im Flachwasserbereich, bei denen reduzierte Formen von Eisen und Schwefel als Elektronenspender fungierten.
Die angeblich ältesten Stromatolithen werden aus der rund 3490 Millionen Jahre alten Dresser-Formation berichtet. Sie wuchsen in einem von Wachstums-Verwerfungen (engl. growth faults) umringten Caldera-Komplex, der an seiner Basis von einem ausgedehnten Netzwerk von hydrothermalen Adern durchzogen war.

## Petrologie

### Ultramafische Gesteine
Die ultramafischen Komatiite treten als dünne, blasenreiche, mit Spinifex-Strukturen versehene, 1 bis 5 Meter mächtige Fließeinheiten auf. Sie sind im Gegensatz zu vergleichbaren Einheiten in der Kelly Group nicht an Aluminium abgereichert. Ihr MgO-Gehalt liegt zwischen 22 und 30 Gewichtsprozent.

### Mafische Gesteine
Die mafischen Gesteine (Basalte mit tholeiitischem Trend) lassen sich generell in zwei Magmenfolgen unterteilen, einmal in eine Gruppe mit hohem Titan-Gehalt (>0,8 Gewichtsprozent TiO2), die rund 65 % aller Basalte stellt und in eine Gruppe mit niedrigem Ti-Gehalt (<0,8 Gewichtsprozent TiO2) für die übrigen 35 %. Die Niedrig Ti-Basalte entstammen einer stärker abgereicherten Mantelregion als die Hoch-Ti-Basalte, wobei mit zunehmender Zeit die Abreicherung sich akzentuierte.

### Intermediäre und saure Gesteine
Bei der Coucal-Formation der Coonterunah Subgroup lassen sich zwei saure, Natrium-betonte Magmenserien (K2O/Na2O=0,050-0,045) unterscheiden. Mitglieder der Serie CF-1 haben geringere Ti- und Fe-Gehalte und ihre Spurenelementzusammensetzung ist stärker fraktioniert. Geringer Yb-Gehalt und ein hohes La/Yb-Verhältnis lassen eine nur geringfügige Verunreinigung durch TTG-Magmenkomponenten erkennen. Die Serie CF-2 ist wesentlich typischer für einen Ursprung aus fraktionierten Tholeiiten (und nicht aus kalkalkalischen oder archaischen TTG-Magmenserien), erkennbar an starker Fe-Betonung, geringem K2O-Gehalt (< 1,0 Gewichtsprozent) und erhöhten Konzentrationen an schweren Seltenen Erden (HREE) und Y, die ihrerseits positiv mit dem SiO2-Gehalt und dem La/Yb-Verhältnis korreliert sind. Ein Dazit, der sehr wahrscheinlich aus einem TTG-Magma hervorgegangen ist, liegt außerhalb dieser beiden Serien. Er wird durch sehr geringe Yb-Gehalte und einem sehr niedrigen La/Yb-Verhältnis charakterisiert.
Die Duffer-Formation besteht aus drei unterschiedlichen Magmenserien. Seltene Rhyolithe sind typisch für ihren Ursprung aus sehr deutlich fraktionierten Tholeiiten mit hohen Gehalten an Fe, HREE, Zr und Nb. Häufige Basalte und Dazite als Endglieder hingegen bilden zwei Natrium-betonte Serien (K2O/Na2O < 0,50) mit großem Überlappungsbereich. Diese beiden Serien ähneln archaischen TTG-Magmen, haben aber im Vergleich zu heutigen, andinen Inselbogengesteinen ein höheres Na-Verhältnis und prozentual wesentlich weniger Basalte.
Die Vulkanite der Panorama-Formation lassen in ihrer Zusammensetzung distinkte Vulkanzentren erkennen. Sie sind generell den Gesteinen der Duffer-Formation sehr ähnlich, tendieren aber zu einem höheren K2O/Na2O-Verhältnis (0,35 – 0,70). Dennoch befinden sich unter ihnen die ältesten vulkanischen Vertreter von TTG-Gesteinen mit sehr hohem La/Yb und Yb-Konzentrationen von 0,6 ppm.

### Magmatismus
Während der Ablagerung der suprakrustalen, vorwiegend vulkanischen Warrawoona Group ereigneten sich zwei magmatische Episoden, die im Zeitraum 3500 bis 3460 Millionen Jahre BP die Callina Supersuite und zwischen 3450 und 3420 Millionen Jahre BP die Tambina Supersuite durch Aufschmelzung in tieferen Krustenbereichen erzeugten. Die Callina Supersuite entstand in etwa zeitgleich mit der Duffer-Formation und die Tambina Supersuite zeitgleich mit der Panorama-Formation.
Die granitische Callina Supersuite besteht aus einem für das Paläoarchaikum typischen TTG-Komplex. Im Vergleich zu heutigen, an Subduktionszonen gebundene Adakite haben diese TTG-Gesteine aber eine deutlich niedrigere Magnesiumzahl (Mg #), auch widersprechen ihre Chrom- und Nickel-Gehalte einem Subduktionsursprung. Trotz ihrer zeitgleichen Förderung unterscheiden sich die sauren Vulkanite der Duffer-Formation anhand ihrer Spurenelemente und ihrer Neodym-Isotopenzusammensetzung. Die Duffer-Formation ist wahrscheinlich auf die Fraktionierung eines tholeiitischen Stammmagmas zurückzuführen, welches durch TTG-Krustenkomponenten kontaminiert worden war. Im Gegensatz hierzu waren die TTG-Gesteine der Callina Supersuite, ersichtlich anhand ihrer Neodym-Isotopenzusammensetzung und ihren Pb-Pb-Daten, aus dem Aufschmelzen von basaltischer Kruste mit zum Teil sehr alten TTG-Komplexen (> 3,7000 Millionen Jahre BP) hervorgegangen.
Die Tambina Supersuite unterscheidet sich von der Callina Supersuite vornehmlich durch ihr jüngeres Alter, ihren geringeren Verformungsgrad und ihre wesentlich schwächere Migmatisierung. In ihr treten Leukogranite sehr häufig auf (wie beispielsweise im Shaw-Granitkomplex), deren Schmelzen direkt aus Protolithen der Callina Supersuite hervorgegangen waren.

## Tektonik
Das East Pilbara Terrane stellt eine klassische Dom-und-Kiel-Struktur dar, die durch ovale, durchschnittlich 60 Kilometer breite Granitaufwölbungen mit dazwischenliegenden, kielartig vertieften Grünsteingürteln gekennzeichnet wird. Da keinerlei stratigraphische Wiederholungen erkennbar sind, ist Überschiebungstektonik auszuschließen. Vielmehr dürfte die jetzt zu beobachtende Strukturierung im Wesentlichen durch eine generelle, regionale Aufdomung um 3460 Millionen Jahre BP mit anschließenden, konvektiven Umwälzungen gegen 3320 und 3240 Millionen Jahre BP entstanden sein.
Von den vier hauptsächlichen Tektonisierungen des Kratons erfolgten zwei Phasen bereits während der Ablagerung der Warrawoona Group. Die erste Deformationsphase (D 1) ist mit dem oben bereits angeführten Magmatismus der Callina Supersuite einhergegangen, wohingegen die zweite Deformationsphase (D 2) mit der Tambina Supersuite (3458 bis 3420 Millionen Jahre BP) korrelierbar ist. Neben einfachen Schichtverstellungen und weiträumiger Faltung wurde die Warrawoona Group während der D 1-Deformation auch engstehend, isoklinal bis überkippt verfaltet. Im Verlauf der schwächeren D 2-Deformation kam es erneut zu Verkippungen, Schieferung in feinkörnigen Pyrophylliten und beginnender Herauswölbung des Shaw-Granits.